# Mem
De mem is de dertiende letter uit het Hebreeuws alfabet. De letter wordt uitgesproken als de letter m, zoals de eerste letter van het Hebreeuwse woord voor gebod (mitsvva): מצווה (Hebreeuws wordt van rechts naar links geschreven). Aan het eind van het woord krijgt de letter een andere schrijfwijze, die mem sofiet wordt genoemd.
De letters van het Hebreeuwse alfabet worden ook gebruikt als cijfers. De mem is de Hebreeuwse veertig, de mem sofiet is echter een ander cijfer, namelijk zeshonderd.
א · ב · ג · ד · ה · ו · ז · ח · ט · י · כ · (ך) · ל · מ · (ם) · נ · (ן) · ס · ע · פ · (ף) · צ · (ץ) · ק · ר · ש · ת 

alef · beet · gimel · dalet · hee · waw · zajien · chet · tet · jod · kaf · -sofiet · lamed · mem · -sofiet · noen · -sofiet · samech · ajien · pee · -sofiet · tsaddie · -sofiet · koef · reesj · sjien · tav